# Hydromanicus fraterculus
Hydromanicus fraterculus är en nattsländeart som beskrevs av Navás 1933. Hydromanicus fraterculus ingår i släktet Hydromanicus och familjen ryssjenattsländor. Inga underarter finns listade i Catalogue of Life.